# Federated Hermes
Federated Hermes (früher Federated Investors) ist ein US-amerikanisches Unternehmen im Investmentmanagement mit Hauptsitz in Pittsburgh, Pennsylvania. Das 1955 gegründete und am 18. Oktober 1957 eingetragene Unternehmen verwaltet Kundenvermögen in Höhe von 829,6 Milliarden US-Dollar (Stand: Dezember 2024). Das Unternehmen bietet Anlagen in den Bereichen Aktien, festverzinsliche Wertpapiere, alternative/private Märkte, Multi-Asset- und Liquiditätsmanagement an, darunter Investmentfonds, börsengehandelte Fonds (ETFs), Einzelkonten, geschlossene Fonds und Investmentfonds. Zu den Kunden zählen Unternehmen, staatliche Einrichtungen, Versicherungen, Stiftungen, Banken und Broker.

## Geschichte
Federated Investors wurde 1955 von John F. Donahue, Richard B. Fisher und Thomas J. Donnelly gegründet. Aetna erwarb 1982 die Mehrheitsbeteiligung an Federated Investors, welche damals ein Vermögen von fast 30 Milliarden US-Dollar verwaltete. 1989 erwarb das Management von Federated den Anteil von Aetna für 345 Millionen US-Dollar und erlangte damit die Mehrheit über das Unternehmen zurück. 1996 zahlte das Management von Federated 100 Millionen US-Dollar, um die restlichen 25 % der Aktien zu erwerben, die noch immer von Aetna gehalten wurden. Am 14. Mai 1998 schloss Federated seinen Börsengang an der NYSE ab.
1991 gründete Federated die Federated International Management Limited, eine Tochtergesellschaft mit Sitz in Dublin, Irland. Damit war Federated das erste US-Unternehmen, dessen registrierte Geldmarktfonds für den Vertrieb in der Europäischen Gemeinschaft zugelassen wurden. 1998 startete Federated ein Joint Venture mit der LVM-Versicherung Münster, um Federated-Fonds in Deutschland anzubieten.
Im Juli 2018 schloss Federated Investors, Inc. die Übernahme von 60 Prozent der Anteile an Hermes Fund Managers Limited (Hermes) von BT Pension Scheme (BTPS) ab. Das Unternehmen firmierte damals unter dem Namen Hermes Investment Management, einem Vorreiter für integriertes ESG-Investieren.
Im Februar 2020 änderte Federated Investors, Inc. seinen Namen in Federated Hermes, Inc. und präsentierte eine aktualisierte Corporate Identity, die sich auf das Engagement für verantwortungsvolles Investieren zur Erzielung finanzieller Ergebnisse konzentriert. Das Unternehmen änderte außerdem sein Börsenkürzel an der New York Stock Exchange (NYSE) von FII in FHI. Am 3. Februar 2020 wurden die Stammaktien des Unternehmens erstmals unter dem Börsenkürzel FHI gehandelt.